# Purity Kajuju Gitonga
Purity Kajuju Gitonga (* 12. Mai 1996) ist eine kenianische Leichtathletin, die sich auf den Langstreckenlauf spezialisiert hat und auch im Berglauf an den Start geht. Ihre Zwillingsschwester Caroline Makandi Gitonga ist ebenfalls als Leichtathletin aktiv.

## Sportliche Laufbahn
Erste internationale Erfahrungen sammelte Purity Kajuju Gitonga bei den Berglauf-Weltmeisterschaften in Andorra, bei denen sie nach 1:19:47 h auf den 50. Platz im Einzelrennen gelangte und in der Teamwertung die Goldmedaille gewann. 2021 siegte sie bei den erstmals ausgetragenen kenianischen Berglauf-Meisterschaften. 2022 siegte sie in 31:14 min beim Alsterlauf in Hamburg und im Jahr darauf siegte sie in 31:17 min beim Karlovac 10K sowie in 30:57 min erneut beim Alsterlauf. 2024 siegte sie in 31:40 min beim Citylauf Dresden sowie in 30:57 min beim Paderborner Osterlauf. Im September siegte sie in 31:32 min zum dritten Mal beim Alsterlauf und im Oktober siegte sie in 1:08:52 h beim Bilbao-Halbmarathon. Im Jahr darauf startete sie im 3000-Meter-Lauf bei den Hallenweltmeisterschaften in Nanjing und belegte dort in 8:44,56 min den achten Platz.

## Persönliche Bestzeiten
- 1500 Meter: 4:13,51 min, 3. Juli 2021 in Lignano Sabbiadoro
- 3000 Meter: 8:39,36 min, 4. Februar 2025 in Ostrava
- 5000 Meter: 15:09,28 min, 10. Juni 2023 in Montesson
- 5-km-Straßenlauf: 14:59 min, 4. Juni 2023 in Wien
- 10-km-Straßenlauf: 30:52 min, 14. September 2024 in Prievidza
- Halbmarathon: 1:08:52 h, 19. Oktober 2024 in Bilbao